# 蚕種

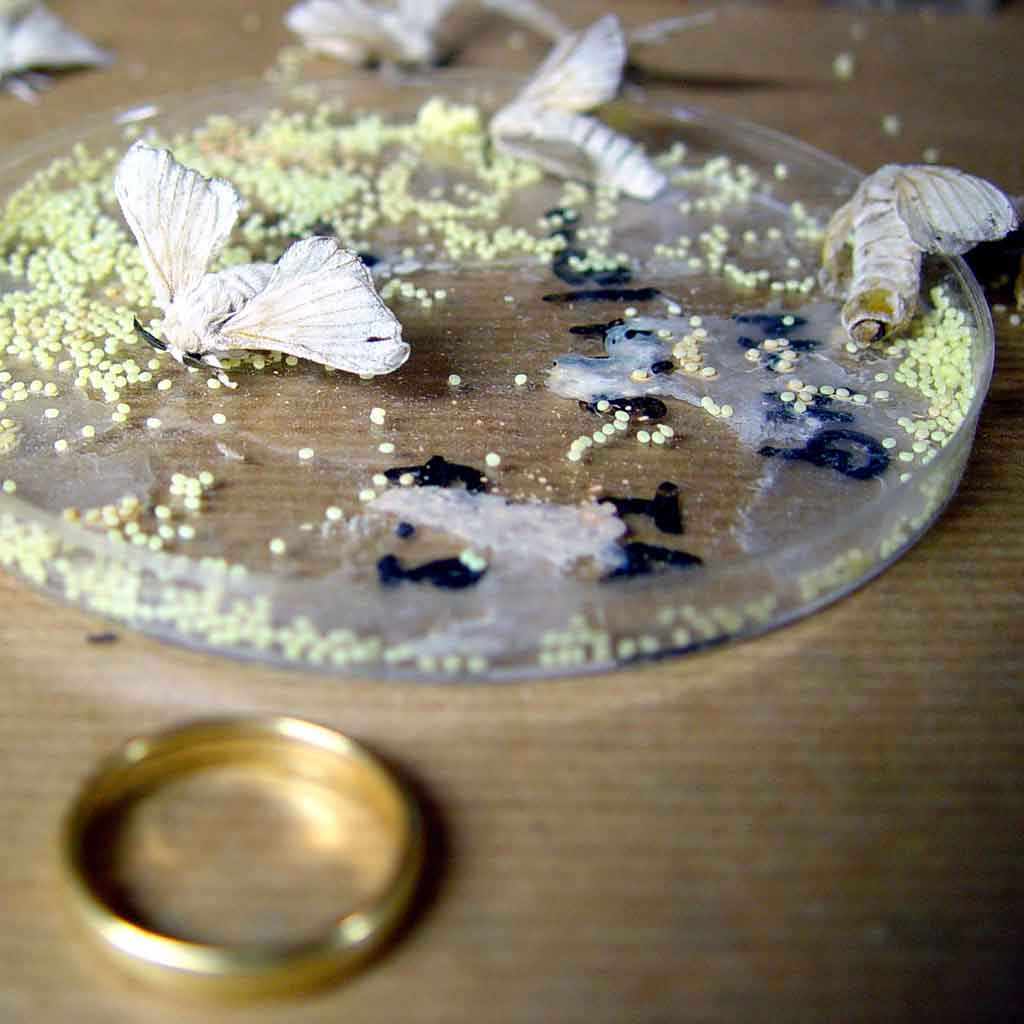
蚕の成虫と卵（蚕種）

蚕種（さんしゅ）は、蚕の卵のことをいう。蚕蛾に産卵させた紙を蚕紙（蚕種紙）といい、蚕種製造業者によって製造された。養蚕農家は蚕種紙を購入、孵化させて蚕を飼育し繭を生産した。
蚕種製造業者は蚕の品種改良を重ね、飼育が容易で高品質かつ大糸量を得られる繭を作る蚕品種を開発し、また飼育法を指導し養蚕農家を支えた。
蚕種製造業には多くの資本投下と知識集約が必要であったため、豪農、名望家層から転じて専業化していったものが多かった。
かつて、日本の蚕品種はフランス、イタリアと並ぶ優れたものであったが、戦後は蚕業の衰退とともに蚕種製造業も衰退した。